# Devils Ridge
Devils Ridge (englisch für Teufelsrücken) ist ein felsiger und sichelförmiger Gebirgskamm an der Scott-Küste des ostantarktischen Viktorialands. Er erstreckt sich vom südlichen Ende von The Flatiron und bildet unmittelbar westlich des Granite Harbor die Nordwand des New Glacier.
Teilnehmer der Terra-Nova-Expedition (1910–1913) unter der Leitung des britischen Polarforschers Robert Falcon Scott kartierten und benannten ihn.